# Oesterdam

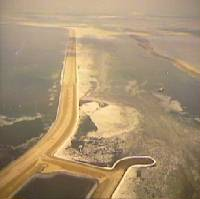
De Oesterdam in de winter

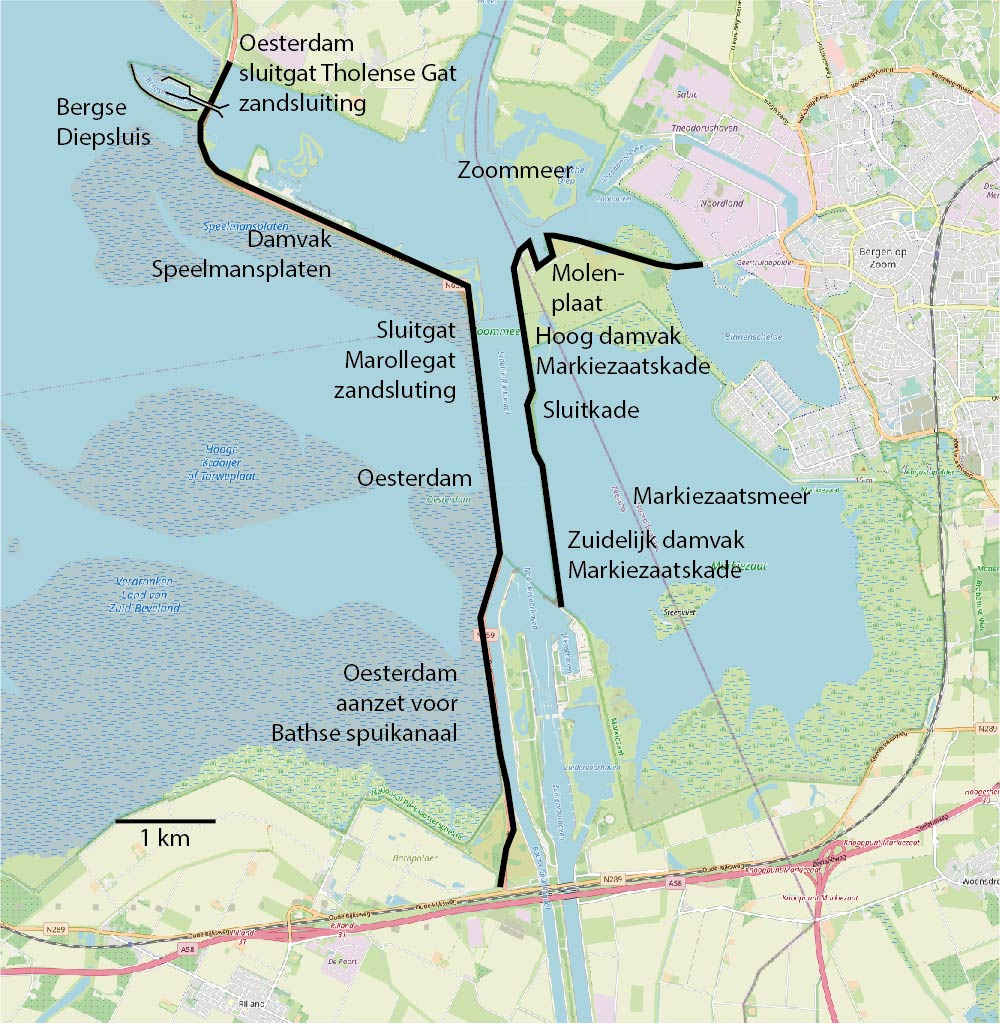
Objecten bij de Oesterdam

De Oesterdam is een dam tussen Tholen en Zuid-Beveland in het oostelijke deel van de Oosterschelde. Met een lengte van 10,5 kilometer is het de langste dam van de Deltawerken. Net als de Philipsdam was deze dam nodig nadat besloten was om de Oosterschelde met een stormvloedkering af te sluiten in plaats van met een dichte dam. 

## Noodzaak van de Oesterdam
De Oesterdam is een compartimenteringsdam die nodig was nadat in 1974 besloten was om de Oosterschelde niet af te sluiten, maar te voorzien van een stormvloedkering. De Commissie Compartimentering Oosterschelde was door de minister van Verkeer en Waterstaat ingesteld, met onder meer de opdracht om vóór 30 april 1975 rapport uit te brengen aan de minister en aan de provinciale besturen van Zeeland en Noord-Brabant aangaande de technische, planologische en financiële aspecten van de verschillende mogelijkheden van compartimentering van de Oosterschelde. Het was nodig om iets te doen om er voor te zorgen dat het getijverschil bij Yerseke voldoende groot bleef, en dat de binnenvaart van Antwerpen naar Rotterdam getijvrij zou worden, zoals in het traktaat met België was afgesproken. De commissie kwam met een aantal alternatieven, die ieder een iets andere lay-out van de dam voorstelden.
Deze alternatieven zijn nader uitgewerkt en voor de Oesterdam bleek een optie met een tracé vanaf het Schelde-Rijnkanaal door de Bathse polders direct naar het noorden, met een apart spuikanaal uitmondend in een spuisluis in de Westerschelde, de Bathse spuisluis (en verbetering van het Kanaal door Zuid-Beveland) het aantrekkelijkst. Het bleek ook nodig om ten oosten van de nieuwe scheepvaartweg achter de Oesterdam een dam aan te leggen om het ondiepere gebied te scheiden van de vaarweg, de Markiezaatskade.
In een vroeg stadium is ten westen van de Kreekraksluizen het damlichaam aangebracht van het Bathse spuikanaal, omdat dit operationeel moest zijn zodra de Oesterdam gereed kwam. 
De sluis tussen Zoommeer en de Oosterschelde is ten zuidwesten van het Tholense Gat geprojecteerd, omdat aanleg daar mogelijk was en aansloot op het eenvoudig aan te leggen damvak over de Speelmansplaten. Daardoor bleven er twee sluitgaten over, het Marollegat en het Tholense Gat.

## Aanleg van de Oesterdam
De planning was om het lange, zuidelijk deel uit te voeren als zandsluiting tot aan de nieuwe Bergse Diepsluis, en het deel van de Bergse Diepsluis naar Tholen uit te voeren met een kabelbaan en betonblokken.
De geotechnische en technische geologische uitdagingen tijdens de bouw van de Oesterdam waren aanzienlijk. De Holocene lagen, die zich uitstrekken van NAP −5 m tot −16 meter waren onregelmatig en bestonden uit zand-, veen- en kleilagen van verschillende dikte. Daaronder bevonden zich in de Pleistocene lagen zandafzettingen met daartussen klei en schelpengruis. In de richting van Speelmansplaten en het Marollegat nam de dikte van de Holocene laag af, wat wijst op minder erosie in de loop van de tijd.
In sommige gebieden bevonden de dikke klei-afzettingen van de formatie van Duinkerke zich direct op veen of onder een zandbedekking. Aanzienlijke erosie door de Schelde had eerder een geul gevormd in de meest zuidelijke 100 meter van de werken, die later was gevuld met een complexe mix van klei en zand.
Uit geotechnisch onderzoek is gebleken dat de kwaliteit van de ondergrond op de dijkvakken Speelmansplaten en Marollegat slecht is. Om de instabiliteitsrisico's tijdens de bouw te minimaliseren, zijn verschillende oplossingen onderzocht, zoals steunbermen, verticale drainage, grondverbetering en gefaseerd bouwen met specifieke profielen om de stabiliteit te garanderen.
De bouw van de Oesterdam begon in 1979 met de aanleg van een werkeiland op de Speelmansplaten. Dit eiland was in 1980 klaar. In etappes werd vervolgens de Oesterdam aangelegd. Het tracé volgde zo veel mogelijk de bovenkant van de draagkrachtige pleistocene zandlaag. Voor de eenvoud werd een uniform basisbreedte van 76 meter gekozen, verbreed tot 110 meter bij het laatste sluitgat van het Marollegat om het risico op instabiliteit te minimaliseren. In het tracé aan de zuidkant maakte de ondergrond directe aanleg op de bestaande grond over een lengte van ruim 100 meter mogelijk. Er werden specifieke eisen gesteld aan de uitvoering van damlichamen in overgangen van uitvoeringsmethode, waarbij de nadruk lag op het behoud van de stabiliteit.
Omdat de uitvoering wat uitgesteld werd, en omdat doordat door de ontwikkeling van de baggertechniek grote capaciteiten tegen relatief lage prijzen beschikbaar kwamen, is besloten om ook het Tholense Gat als zandsluiting uit te voeren. Hiervoor was het wel nodig om met behulp van de stormvloedkering een aantal dagen een uitgerekte getijkromme te creëren. De milieu-effecten daarvan zijn onderzocht en bleken bij de gekozen strategie acceptabel.
| naam zuiger   | gepland     | gehaald     |
| ------------- | ----------- | ----------- |
| Aquarius      | 4800 m³/uur | 6500 m³/uur |
| Sliedrecht 27 | 4200 m³/uur | 5300 m³/uur |
| Zuiderklip    | 3000 m³/uur | 4400 m³/uur |

In 1986 heeft men de sluiting uitgevoerd met zand. Toen in 1989 ook de weg (N659) over de dam aangelegd was, werd de nieuwe verbinding officieel geopend door de commissaris van de Koningin,  C. Boertien.
De Bergse Diepsluis, aan het noordelijke einde van de dam, is aangelegd op de restanten van de verdronken stad Reimerswaal. Daarom is bij de Bergse Diepsluis in juli 2022 een informatiepunt geopend over de ca. 250 verdronken dorpen in Zeeland.

## Afbeeldingen

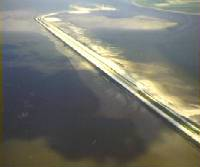
Het Markiezaatmeer, Oesterdam en Oosterschelde
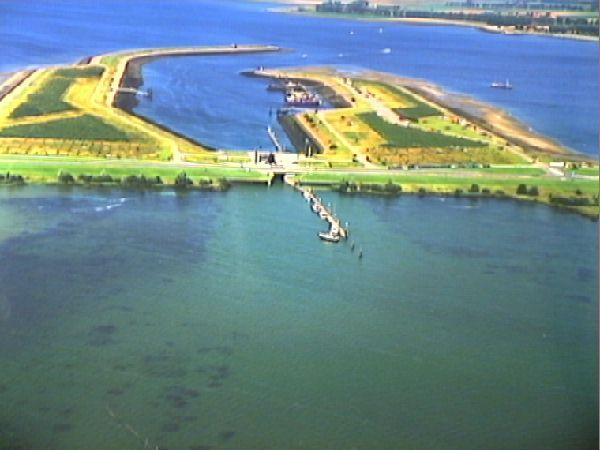
De Oesterdam met de Bergsediepsluis
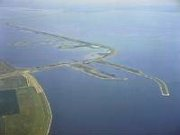
De Oesterdam met de Bergsediepsluis
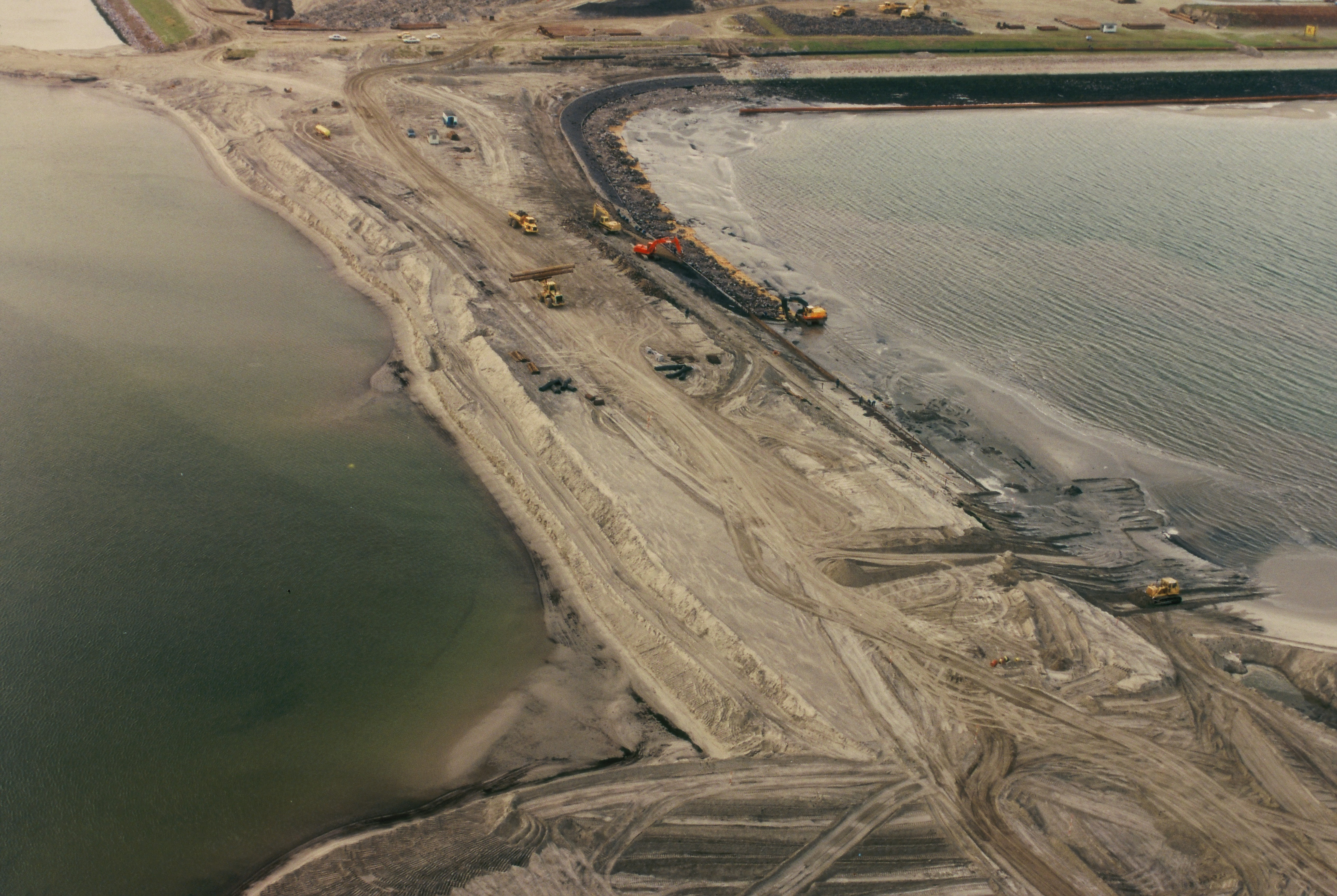
Zandsluiting Tholense Gat
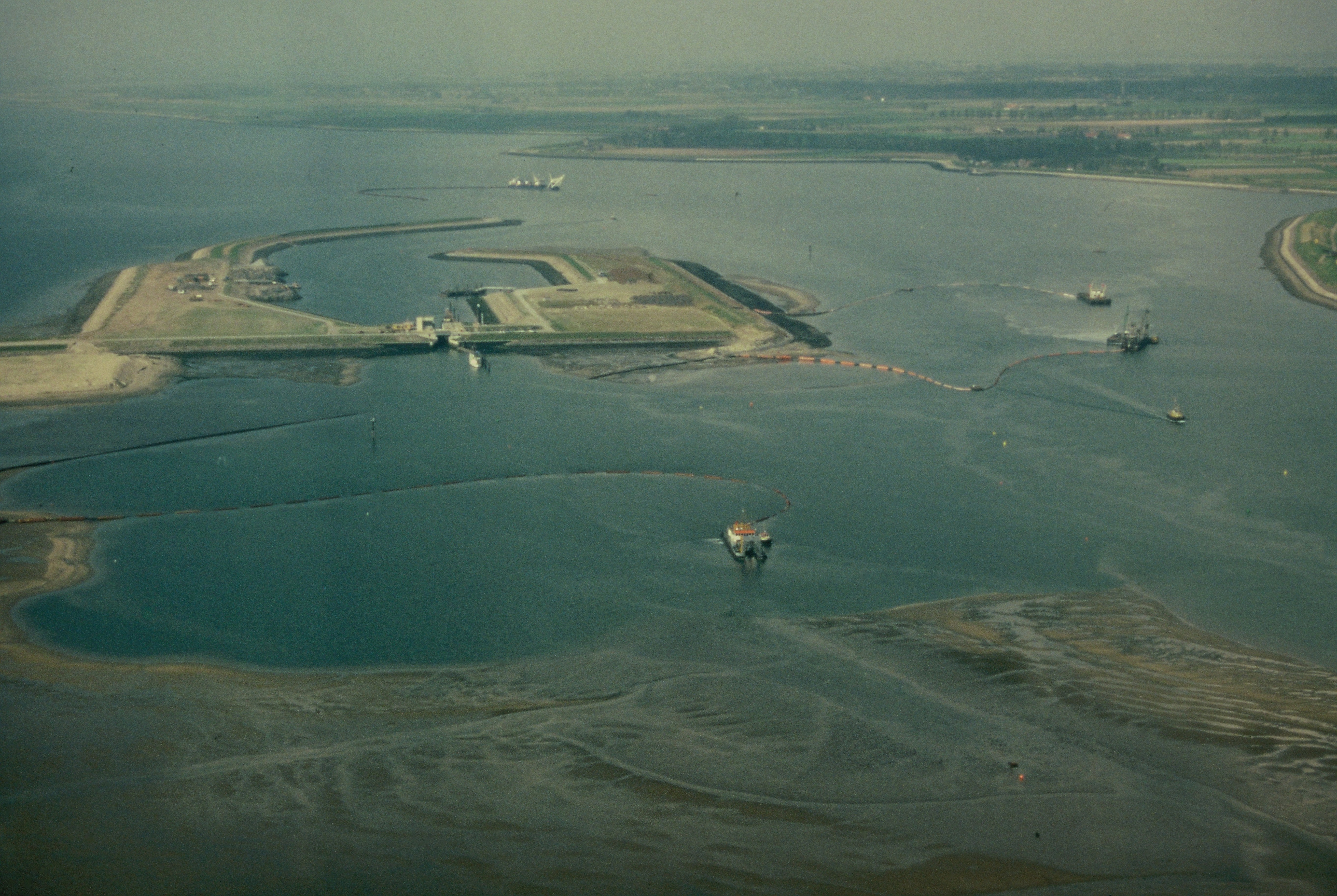
Luchtfoto van het sluitgat